# Venetian Snares
А́арон Фанк (англ. Aaron Funk), более известный как Venetian Snares (произносится вини́шн снэйрс), — канадский электронный музыкант, один из ведущих исполнителей жанра брейккор.
Venetian Snares известен тем, что записывает музыку часто в нестандартных тактовых размерах (преимущественно в 7/4). Он заметно выделяется среди других исполнителей своей плодотворностью: за 10 лет музыкальной карьеры он издал более 40 альбомов более чем на 10 звукозаписывающих лейблах.

## Биография
Родился 11 января 1975 года в Виннипеге. Первый собственный материал Аарон выпустил на кассете в 1992 году, когда ему было 17 лет.
Первый мини-альбом Venetian Snares Greg Hates Car Culture (1999), выпущенный на 12″ виниле, сразу же заслужил внимание Майка Парадинаса из Planet µ, который пригласил его на свой лейбл. Первый крупный релиз Venetian Snares на Planet µ, Making Orange Things (совместная работа со Speedranch), был выпущен в начале 2001 года; далее с короткими перерывами были выпущены ещё пять альбомов до конца 2002 года.
Фанк оказался необычайно плодотворным музыкантом, он сотрудничал с самыми разными лейблами (такими как Hymen Records, Addict Records, Sublight Records), выпустил огромное количество альбомов и мини-альбомов, среди которых в первую очередь стоит отметить Higgins Ultra Low Track Glue Funk Hits 1972–2006 (2002), Huge Chrome Cylinder Box Unfolding (2004), «заряженный» поездкой в Венгрию Rossz Csillag Allat Szuletett (2005), Cavalcade of Glee and Dadaist Happy Hardcore Pom Poms (2006) и Hospitality (2006). Один из последних полноформатных альбомов Venetian Snares My Downfall (Original Soundtrack) (2007) рассматривается как продолжение Rossz Csillag Alatt Született.
Помимо основного проекта «Venetian Snares», Фанк также выпускает альбомы под именем Last Step (преимущественно в жанрах IDM и acid). Кроме того, он записывался под псевдонимами Snares Man!, Ventriloquist Snakes, Puff, BeeSnares, Senetian Vnares, Vsnares и Snares.

## Творчество
Аарон Фанк создаёт музыку в жанрах брейккор, IDM, глитчкор, габбер, индастриал и других, используя при этом в большинстве случаев нестандартные тактовые размеры — 7/4 (в основном), а порой даже 9/ и 11/4.
Музыка Venetian Snares в основе своей агрессивна, агрессивность эта проистекает в основном из трёх источников: из агрессии хардкора, из агрессии брейкбита (вместе — брейккор) и агрессии самой окружающей жизни, отношение к которой Аарон выражает в своих немногочисленных интервью, в названиях альбомов (чего только стоит название его альбома «Виннипег — мёрзлая срака» (англ. Winnipeg Is a Frozen Shithole), посвященного его родному городу) и песен (например, «Трахающаяся со всеми подряд продажная членососущая морда» — примерный перевод англ. Sporto Fucking Sellout Cocksuckerface).
С технической точки зрения музыка Venetain Snares — это прежде всего трекерная музыка, хотя в последнее время он всё чаще прибегает к помощи VST-инструментов.
Аарон много экспериментирует, в одном из своих интервью он раскрывает один интересный «секрет производства»: он пишет, что, используя чужие барабанные «петли» («лупы», «drum-loop»), он нередко замещает исходные эпизоды петли (лупа) (oneshot, как то: бочка, малый (рабочий барабан), тарелки (хай-хэт, райд, крэш), том, рим, стик и т. д.) своими собственными семплами, опираясь при этом не только на основной ритм лупа, но и на дополнительные, вторичные (порой не слышимые) ритмические элементы (как то: эхо, атака (нарастание громкости), релиз (затухание) звука, пр.) и получая в итоге очень интересный ритмический рисунок.

### Живые выступления
Как и многие другие музыканты в жанре электронной музыки, Фанк выступает вживую. Происходит это в основном в клубах и на специализированных вечеринках. Во время живых выступлений Аарон часто импровизирует.

## Дискография

### Альбомы
- Eat Shit and Die (1998, совместно с DJ Fishead)
- Spells (1998)
- Subvert! (1998)
- Fuck Canada // Fuck America (1999, совместно со Stunt Rock)
- printf("shiver in eternal darkness/n"); (2000)
- Making Orange Things (2001, коллаборация со Speedranch)
- Songs About My Cats (2001)
- Doll Doll Doll (2001)
- Higgins Ultra Low Track Glue Funk Hits 1972–2006 (2002)
- Winter in the Belly of a Snake (2002)
- The Chocolate Wheelchair Album (2003)
- Huge Chrome Cylinder Box Unfolding (2004)
- Winnipeg Is a Frozen Shithole (2005)
- Rossz csillag alatt született (2005)
- Meathole (2005)
- Cavalcade of Glee and Dadaist Happy Hardcore Pom Poms (2006)
- Hospitality (2006)
- My Downfall (Original Soundtrack) (2007)
- Detrimentalist (2008)
- Filth (2009)
- My So-Called Life (2010)
- My Love Is a Bulldozer (2014)
- Thank You For Your Consideration (2015)
- Traditional Synthesizer Music (2016)

### Синглы и мини-альбомы
- Fake:Impossible (1997)
- Greg Hates Car Culture (1999)
- Salt (2000)
- 7.sevens.med (2000)
- [untitled] (2001)

Логотип Venetian Snares

- Defluxion / Boarded Up Swan Entrance (2001)
- Shitfuckers!!! (2001)
- The Connected Series #2 (совместно с Cex) (2001)
- A Giant Alien Force More Violent & Sick Than Anything You Can Imagine (2002)
- Find Candace (2003)
- Badminton (2003)
- Einstein-Rosen Bridge (2003)
- Nymphomatriarch (2003, коллаборация с Hecate)
- Podsjfkj Pojid Poa (2003, совместно с Phantomsmasher)
- Skelechairs (2004, совместно с Doormouse)
- Moonglow / This Bitter Earth (2004)
- Horse and Goat (2004)
- Infolepsy (2004)
- Pink + Green (2007)
- Miss Balaton / CCUK (2008)
- Horsey Noises (2009)
- Cubist Reggae (2011)
- Affectionate (2012)
- Fool the Detector (2012)
- Your Face (2015)

### Под псевдонимом Snares Man!
- Clearance Bin / Breakbeat Malaria (2001)

### Под псевдонимом Vsnares
- 2370894 (2002)

### Под псевдонимом BeeSnares
- Leopards of Mass Destruction (2003, совместно с Fanny)

### Под псевдонимом Last Step

#### Альбомы
- Last Step (2007)
- 1961 (2008)
- Sleep (2012)
- Lost Sleep (2015)

#### Синглы и мини-альбомы
- You're a Nice Girl (2005)
- Bhavani (2006)

### Под псевдонимом Snares
- Sabbath Dubs (2007)

### Под псевдонимом Speed Dealer Moms
- Speed Dealer Moms EP (2010, коллаборация с John Frusciante and Chris McDonald)

### Под псевдонимом Poemss
- Poemss (2014, коллаборация с Joanne Pollock)

## Интересные факты
- Трек "Look" - это спектрограмма фотографий любимых кошек Аарона, которые жили у него в разные периоды времени[8].
- В треке "Langside" используются семплы из сингла Бритни Спирс "I’m a Slave 4 U".